# E
A letra E (ê ou é) é a quinta letra do alfabeto latino básico. Em português, pode ter os valores fonéticos [e] (semifechada), [ε] (semiaberta), [ɨ] (fechada, que se aplica apenas ao português europeu) ou [ɪ] (no final de palavras, principalmente no português brasileiro)

## História

A letra grega épsilon, na qual surgiu como uma das origens da letra e.

A letra E tem origem, provavelmente, na letra fenícia he, que representava mais ou menos o som de um H aspirado. Quando os gregos adotaram o alfabeto fenício, encontraram dificuldade em pronunciar a primeira parte desse caractere e abandonaram-no, conservando somente o som e e dando lhe o nome de epsílon (ε). Com o tempo simplificaram seu desenho virando os traços horizontais para o lado direito.

## Fonética e códigos
E (é, ê, i, ɨ) é uma vogal palatal e conjunção coordenativa aditiva.
Em português E pode ser pronunciada:
- [ɛ] como o é do português "pé",
- /e/ como o ê do português "vê"
- /i/ como a conjunção "e" da frase "tu e eu"
- /ɨ/ como o e do português europeu "pegar"

## Significados
- A conjunção lógica e ({\displaystyle \land }).
- A constante matemática e
- A nota musical Mi em algumas línguas (p. ex. inglês e alemão)
- Como prefixo, indica itens em formato electrónico (e-book, e-mail, ...)
- A letra E é a mais usada nas palavras de língua alemã, inglesa e francesa.[1]

| Combinações de duas letras              | Combinações de duas letras | Combinações de duas letras | Combinações de duas letras | Combinações de duas letras | Combinações de duas letras | Combinações de duas letras | Combinações de duas letras | Combinações de duas letras | Combinações de duas letras | Combinações de duas letras | Combinações de duas letras | Combinações de duas letras | Combinações de duas letras | Combinações de duas letras | Combinações de duas letras | Combinações de duas letras | Combinações de duas letras | Combinações de duas letras | Combinações de duas letras | Combinações de duas letras | Combinações de duas letras | Combinações de duas letras | Combinações de duas letras | Combinações de duas letras | Combinações de duas letras |
| --------------------------------------- | -------------------------- | -------------------------- | -------------------------- | -------------------------- | -------------------------- | -------------------------- | -------------------------- | -------------------------- | -------------------------- | -------------------------- | -------------------------- | -------------------------- | -------------------------- | -------------------------- | -------------------------- | -------------------------- | -------------------------- | -------------------------- | -------------------------- | -------------------------- | -------------------------- | -------------------------- | -------------------------- | -------------------------- | -------------------------- |
| Ea                                      | Eb                         | Ec                         | Ed                         | Ee                         | Ef                         | Eg                         | Eh                         | Ei                         | Ej                         | Ek                         | El                         | Em                         | En                         | Eo                         | Ep                         | Eq                         | Er                         | Es                         | Et                         | Eu                         | Ev                         | Ew                         | Ex                         | Ey                         | Ez                         |
| EA                                      | EB                         | EC                         | ED                         | EE                         | EF                         | EG                         | EH                         | EI                         | EJ                         | EK                         | EL                         | EM                         | EN                         | EO                         | EP                         | EQ                         | ER                         | ES                         | ET                         | EU                         | EV                         | EW                         | EX                         | EY                         | EZ                         |
| Combinações letra-número e número-letra |                            |                            |                            |                            |                            |                            |                            |                            |                            |                            |                            |                            |                            |                            |                            |                            |                            |                            |                            |                            |                            |                            |                            |                            |                            |
|                                         |                            | E0                         | E1                         | E2                         | E3                         | E4                         | E5                         | E6                         | E7                         | E8                         | E9                         |                            |                            | 0E                         | 1E                         | 2E                         | 3E                         | 4E                         | 5E                         | 6E                         | 7E                         | 8E                         | 9E                         |                            |                            |